# هاري أولي
هاري أولي (بالفنلندية: Harri Juhani Olli)‏ هو متزلج قفز فنلندي، ولد في 15 يناير 1985 في روفانييمي في فنلندا.

## وصلات خارجية
- هاري أولي على موقع الاتحاد الدولي للتزلج (التزلج الريفي) (الإنجليزية)
- هاري أولي على موقع الاتحاد الدولي للتزلج (القفز التزلجي) (الإنجليزية)
- هاري أولي على موقع الاتحاد الدولي للتزلج (التزلج النوردي المزدوج) (الإنجليزية)
- هاري أولي على موقع أوليمبيديا (الإنجليزية)